# Tim Jamison
Tim Jamison II (Riverdale, 26 febbraio 1986) è un giocatore di football americano statunitense che gioca nel ruolo di defensive end per gli Houston Texans della National Football League (NFL). Dopo non essere stato scelto nel Draft NFL 2009 firmò coi Texans. Al college ha giocato a football all’Università del Michigan.

## Carriera

### Houston Texans
Jamison non fu scelto nel corso del Draft 2009 ma firmò in qualità di free agent con gli Houston Texans. Nella sua stagione da rookie disputò 6 partite, nessuna delle quali come titolare, mettendo a segno due tackle. Nella stagione successiva disputò 10 partite, tra cui la prima come titolare, mettendo a referto 15 tackle e il suo primo sack. Nel 2011 giocò per la prima volta tutte le 16 gare della stagione regolare, mai come titolare, con 16 tackle e 2 sack.
Nella gara di debutto della stagione 2012 vinta contro i Miami Dolphins, Tim mise a segno il primo sack stagionale su Ryan Tannehill. La sua annata si chiuse con sole sei presenze, mentre nella successiva scese in campo cinque volte.

## Vittorie e premi
Nessuno

## Statistiche
| Partite totali      | 43  |
| Partite da titolare | 1   |
| Tackle              | 40  |
| Sack                | 4,0 |
| Intercetti          | 0   |
| Fumble forzati      | 1   |

Statistiche aggiornate alla stagione 2013